# Reliant Scimitar SS
Der Reliant Scimitar SS war ein zweisitziges Cabriolet des britischen Automobilherstellers Reliant, das das Kombicoupé Scimitar GTE ablöste. Das Fahrzeug wurde mit unterschiedlichen Zusatzbezeichnungen in mehreren Serien produziert.

## Scimitar SS1 (1984–1990)
Um eine Lücke auf dem Markt der kleinen Sportwagen zu füllen, brachte Reliant 1984 den von Michelotti gezeichneten Scimitar SS1 heraus. Ford lieferte die Motoren, Reihenvierzylindermotoren mit 1,3 oder 1,6 Liter Hubraum der Baureihe CVH. Später kam der 1,4-Liter-CVH-Motor von Ford mit 75DIN-PS (bzw. 73DIN-PS mit Katalysator) und ein 1,8 Liter-Turbo von Nissan mit 135PS (bzw. 122 DIN-PS mit Katalysator). Die vorne eingebauten Motoren trieben die Hinterräder über ein Fünfganggetriebe mit Handschaltung an, nur der 1,3-Liter-Motor hatte ein Vierganggetriebe. Alle Räder waren einzeln aufgehängt, vorn an Doppelquerlenkern, hinten an gezogenen Schwingen. Das Zentralrohr des Fahrgestells war von dem des Lotus Elan inspiriert, aber mit einem Karosserieskelett aus Stahlrohren verbunden. Die nicht tragenden Karosseriepaneele bestanden teils aus Polyurethan, teils aus GFK. Sie konnten leicht abgenommen und im Falle eines Unfalls ausgetauscht werden. Es gab ein abnehmbares Hardtop.
Diese Wagen hatten offene Klappscheinwerfer, wie der Lamborghini Miura oder der Porsche 928, und enthielten viele Teile zeitgenössischer Großserienfahrzeuge. Inzwischen sind diese offenen Zweisitzer günstig auf dem Gebrauchtwagenmarkt zu haben. Die nach 1986 gefertigten Wagen, zu erkennen am einzelnen Scheibenwischer, haben ein verzinktes Fahrgestell, erbringen aber selten mehr als £ 2.000,--.

## Scimitar SS2 (1988)
Der Scimitar SS2 war ein Konzeptfahrzeug auf Basis des Scimitar SS1 1800i, der von William Towns gestaltet wurde. Er war für den US-Markt gedacht und mit einem V8-Motor ausgestattet. General Motors zeigte Interesse daran, aber die Pläne für eine Serienproduktion wurden aufgegeben, als GM seine finanzielle Unterstützung zurückzog.

## Scimitar SST (1990–1992)

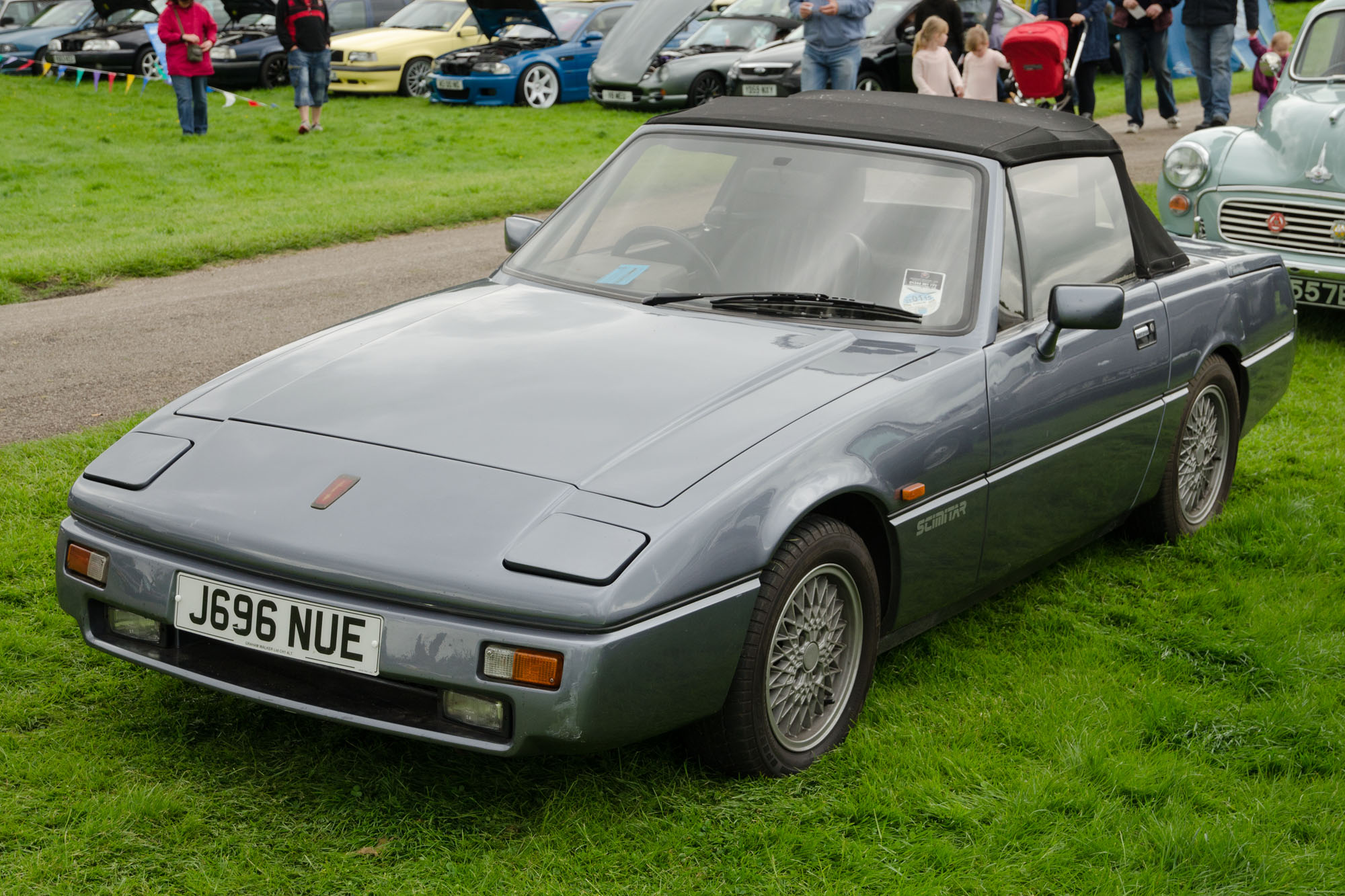
Reliant Scimitar SST

Einige Stylingdetails des SS2 wurden in den Scimitar SST (T = Towns) integriert, der ein erneuerter SS1 war. Der SST erschien 1990.

## Scimitar Sabre (1992–1995)
Der Scimitar Sabre war der letzte Serien-Scimitar. Er beruhte auf den Fahrgestellen des SS1 und des SST, wurde 1991 angekündigt, 1992 herausgebracht und 1993 überarbeitet. Der Vierzylinderreihenmotor der K-Serie mit 1,4 l Hubraum und 103PS von Rover machte ihn zum zweitschnellsten Reliant, der je produziert wurde, nur der SS1 1800Ti war schneller. Er war auch mit dem 2,0l-16V Motor und 135PS, ebenfalls von Rover geplant, aber nie produziert. Mit der Übernahme von Reliant 1995 endete die Produktion.